# Bremer Trompetenakademie
Die Bremer Trompetenakademie bzw. Internationale Trompetenakademie Bremen war eine von 1994 bis 2001 bestehende Akademie für hochbegabte internationale Trompetenstudenten in Bremen. Gegründet wurde sie von dem damaligen Solotrompeter der Bremer Philharmoniker (damals Philharmonisches Staatsorchester) Otto Sauter, dem Sportfunktionär Franz Böhmert (Aufsichtsratsvorsitzender Werder Bremen) und getragen von der Wirtschaftsförderung des Bremer Senats. Die Finanzierung erfolgte zudem durch eine eigens gegründete Konzertagentur. Im Jahr 2000 fiel die Trompeten-Akademie aus der Förderung durch das Kulturamt heraus.

## Hochschul- und Orchesterkooperationen
Die Royal Academy of Arts in London, Großbritannien, entsendete Studenten und Studentenorchester zum Studium und zu Projektphasen an die Internationale Trompetenakademie. Die Toho Gakuen School of Music in Tokyo und die Toho Orchester Akademie Toyama in Japan tauschten Studenten für Studien und Praxisphasen aus. Auch mit der Hochschule für Künste Bremen bestand eine Kooperation. Bei den Bremer Philharmonikern standen Praxisplätze für die Studenten der Bremer Trompetenakademie zur Verfügung. International renommierte Trompeter und Musikpädagogen gehörten zum Lehrpersonal.